# Hermann von der Forst
Hermann von der Forst (* 8. November 1892 in Bad Driburg; † 29. Mai 1968 in Melle) war ein deutscher Unternehmer, Kommunalpolitiker (NSDAP) und Förderer lokaler kultureller Einrichtungen in Melle, Regierungsbezirk Osnabrück (bis zu dessen Auflösung 1978), Landkreis Osnabrück, Niedersachsen.

## Leben
Hermann von der Forst wurde als Sohn des Bürgermeisters am 8. November 1892 in Bad Driburg geboren. Seine Vorfahren stammten aus einer gutbürgerlichen katholischen Familie. Seine Großväter waren Amtmann und Rentmeister.
Nach dem Besuch des Gymnasiums in Paderborn, das von der Forst wegen schlechter schulischer Leistungen vorzeitig ohne Abitur verließ, absolvierte er eine kaufmännische Lehre. Als junger Soldat der deutschen Armee kämpfte er im Ersten Weltkrieg in der Schlacht an der Somme und der Schlacht um Verdun und wurde 1919 als hochdekorierter Leutnant der Reserve, mit beiden Klassen des Eisernen Kreuzes ausgezeichnet, aus der Armee entlassen.
1920 heiratete von der Forst Erna Herold, Tochter des wohlhabenden Inhabers der Treibriemenfabrik Herold in Westerhausen (heute Westland Gummiwerke), Kreis Melle, die während der Weltwirtschaftskrise 1932 in Konkurs ging. Er konvertierte zur evangelisch-lutherischen Kirche und wurde Vater von drei Kindern.
Von der Forst war Mitglied der DNVP, trat aber zum 1. April 1932 der NSDAP bei (Mitgliedsnummer 1.066.248) und schloss sich im selben Jahr der SA an, die er 1934 im Rang eines Sturmbannführers verließ. Kurz nach der NS-Machtergreifung ernannte ihn die Stadt Melle 1933, auf Initiative des NSDAP-Kreisleiters Helmut Seidel, zum Bürgermeister, indem sie den vorherigen Bürgermeister, Hans Gerhard (1931–1933), der als NS-Gegner galt, absetzte. 1935 stieg von der Forst zum Landrat des Landkreises Melle auf, er wurde allerdings 1943, vermutlich wegen Auflösung seiner Dienststelle, in den Wartestand versetzt.
Zu Beginn des Zweiten Weltkrieges wurde von der Forst, nach der Okkupation Frankreichs durch die Deutsche Wehrmacht, in die Militärverwaltung Frankreichs abkommandiert. Dort wurde er allerdings kurz danach wegen Ungehorsams und Devisenvergehen verurteilt und abgesetzt. Zu seiner Rehabilitation beantragte er Frontbewährung, worauf ihn die Wehrmacht als einfachen Soldaten an die Ostfront versetzte, wo er sich abermals bewährte und erneut dekoriert sowie zum Leutnant befördert wurde.
Nach Kriegsende wurde von der Forst von der britischen Besatzungsmacht interniert und in einem mehrjährigen Entnazifizierungsprozess zunächst als wesentlicher Förderer und Nutznießer des NS-Regimes eingestuft, später aber aufgrund zahlreicher guter Leumundszeugnisse Meller Bürger als sogenannter ‚Mitläufer‘ entnazifiziert. In der Nachkriegszeit betätigte von der Forst sich u. a. als Spirituosenverkäufer.
Die Honoratioren der Stadt Melle nahmen von der Forst, dessen freundliche und gesellige Art allseits geschätzt wurde, wieder in den Kreis der Ihren auf, z. B. als Ehrenmitglied des Schützenvereins und des Kreisreiterverbandes. Am 29. Mai 1968 verstarb von der Forst in Melle, geehrt von den Meller Bürgern durch zahlreiche Traueranzeigen in der lokalen Presse.